# Suore missionarie del lieto messaggio
Le Suore Missionarie del Lieto Messaggio sono un istituto religioso femminile di diritto pontificio.

## Storia
La congregazione, detta in origine delle Missionarie rurali della Madonna del Buon Consiglio, fu fondata a Pontremoli da Clorinda Letizia Formai: Giovanni Sismondo, vescovo del luogo, emise il decreto di erezione canonica dell'istituto in congregazione religiosa il 2 febbraio 1949.
L'istituto assunse la denominazione di "Missionarie del Lieto Messaggio" il 20 novembre 1972 e ricevette il pontificio decreto di lode il 16 luglio 1974.

## Attività e diffusione
Le suore si dedicano alla formazione della gioventù povera, soprattutto delle aree montane e rurali, e alla cura dei malati a domicilio.
La sede generalizia è a Pontremoli.
Alla fine del 2015 l'istituto contava 30 religiose in 6 case.